# Серафимовский сельсовет (Башкортостан)
Серафимовский сельсовет — муниципальное образование в Туймазинском районе Башкортостана.
Административный центр — село Серафимовский.

## История
Согласно «Закону о границах, статусе и административных центрах муниципальных образований в Республике Башкортостан» имеет статус сельского поселения.
Административный центр — село Серафимовский, год образования – 1952 год. На основании Закона РБ от 17 декабря 2004 года № 125-З «Об изменениях в административно-территориальном устройстве РБ» Серафимовский поссовет города Туймазы РБ преобразован в сельское поселение Серафимовский сельсовет муниципального района Туймазинский район РБ. В марте 2009 года на основании решения референдума произошло объединение двух сельских поселений: Серафимовский сельсовет, Старо Серафимовский сельсовет. В состав Серафимовского сельсовета входят 2 населенных пункта: с. Серафимовский, с. Серафимовка. Административным центром является с. Серафимовский, с постоянной численностью населения 10 158 тыс. чел. показатели за 2017 г. Площадь населенного пункта составляет – 2073 га, общая площадь застроенных земель – 384 га. На территории сельского поселения Серафимовский сельсовет расположено 91 улиц общей протяженностью 49 000 м.  Протяженность дорог с асфальтобетонным покрытием общего пользования в границах сельского поселения Серафимовский сельсовет составляет 30 800 м.

## Население
| 2002   | 2009    | 2010    | 2012  | 2013  | 2014  | 2015  |
| ------ | ------- | ------- | ----- | ----- | ----- | ----- |
| 10 499 | ↘10 221 | ↘10 022 | ↘9906 | ↘9806 | ↘9702 | ↘9603 |
| 2016   | 2017    | 2018    |       |       |       |       |
| ↘9572  | ↘9526   | ↘9381   |       |       |       |       |

## Состав сельского поселения
| № | Населённый пункт | Тип населённого пункта       | Население |
| - | ---------------- | ---------------------------- | --------- |
| 1 | Серафимовский    | село, административный центр | ↘8954     |
| 2 | Серафимовка      | село                         | ↗209      |